# Novi (Motor)
Der Novi war ein Motor, der in den 1950er und 1960er Jahren im US-amerikanischen Monoposto-Sport Verwendung fand.
Der Novi-Motor war ein aufgeladenes OHC-V8-Triebwerk. Der erste Novi-Motor kam 1941, noch unter dem Namen Winfield zum Einsatz. Der V8 leistete 450 PS, war aber schwer zu fahren. Nach dem Zweiten Weltkrieg wurde der Motor überarbeitet und leistete danach 510 PS. Für die damalige Zeit war das eine unglaubliche Leistung. Kurtis-Kraft-Chassis wurden von verschiedenen Teams mit dem Novi-Motor ausgerüstet, aber die Fahrer hatten keine große Freude mit der enormen Leistung. Ralph Hepburn 1949 und Chet Miller 1953 verunglückten jeweils im Training zum 500-Meilen-Rennen von Indianapolis, weil sie die Kraft des Motors nicht kontrollieren konnten.
Der Motor wurde mehrmals adaptiert und 1956 qualifizierte Paul Russo den neuen Kurtis-Kraft-Roadster mit Novi-Motor in Indianapolis an der achten Stelle. Im Rennen lag er 21 Runden in Führung, ehe ein Reifenschaden sein Rennen vorzeitig beendete. 1957 wurde Russo im Rennen Fünfter. Es sollte das beste Ergebnis für einen Rennwagen mit Novi-Motor in Indianapolis bleiben. Immer wieder überarbeitet wurde der V8-Motor bis 1966 eingesetzt.